# Amblygobius decussatus
 Amblygobius decussatus  es una especie de peces de la familia de los Gobiidae en el orden de los Perciformes.

## Morfología
Los machos pueden llegar a alcanzar los 9,5 cm de longitud total.

## Distribución geográfica
Se encuentra desde las Filipinas hasta Nueva Caledonia, la Gran Barrera de Coral y Micronesia.

## Observaciones
Es inofensivo para los humanos.